# アントワーヌ・グリーズマン
アントワーヌ・グリーズマン（Antoine Griezmann; フランス語発音: [ɑ̃.twan ɡʁiɛzman] 、1991年3月21日 - ）は、フランス出身のサッカー選手。アトレティコ・マドリード所属。元フランス代表。主なポジションは攻撃的ミッドフィールダー及びセカンドストライカー。
ラ・リーガにおける外国人最多出場記録保持者である。

## 生い立ち
フランス東部のソーヌ＝エ＝ロワール県マコンに生まれた。役所勤務の父アランはドイツ西部のミュンスター出身のアルザス人であり、そのため「グリーズマン」というのはドイツ系の姓名である。母イザベルは病院のスタッフとして働いていたが、現在は退職している。イザベルは、ポルトガルのFCパソス・デ・フェレイラなどでプレーした元サッカー選手のアマロ・ロペスの娘であり、アマロがフランスに移住した後にフランスで生を受けた。そのため、グリーズマンはフランス国籍だが、ドイツ系とポルトガル系の血筋の流れを汲む事になる。

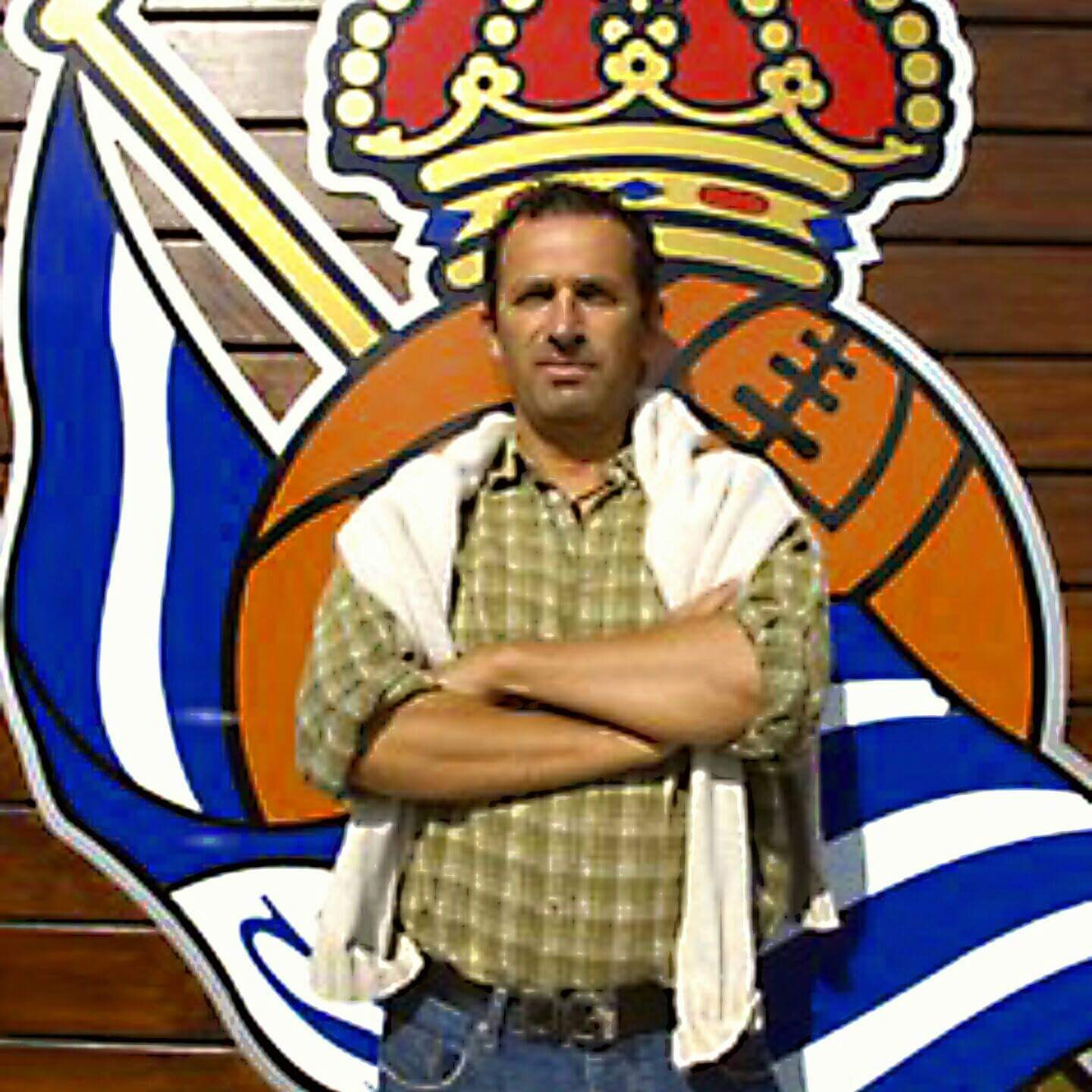
グリーズマンをスカウトしたオルハツ

グリーズマンは1997年に地元アマチュアクラブのECマコンでサッカーを始めた。マコン在籍時、プロクラブの入団テストを何度か受験したが、いずれも体のサイズが基準に達していないという理由で軒並み不合格とされた。転機となったのは、2005年に参加したASサンテティエンヌのトライアルである。パリ・サンジェルマンFCのユースチームと対戦したサンテティエンヌのトライアル生として大会に参加していた所、レアル・ソシエダのスカウト、エリク・オルハツに才能を見込まれ、レアル・ソシエダでの1週間のトライアルに挑戦した。1週間後、レアル・ソシエダは正式にグリーズマンとユース契約を結んだ。しかし、契約提示当初は幼いグリーズマンが親元から離れ、スペインに渡ることを両親は好まず、契約を拒もうとしたが、グリーズマン本人と身元保証人になる予定だったオルハツらが積極的に説得し、契約締結に至った。オルハツは、仮にグリーズマンがソシエダで成功できずとも、ユース時代をバスク州で過ごしていれば、アスレティック・ビルバオでのプレー資格も得られると知っていたので、彼のスペイン移住に乗り気だった。

## クラブ経歴

### レアル・ソシエダ

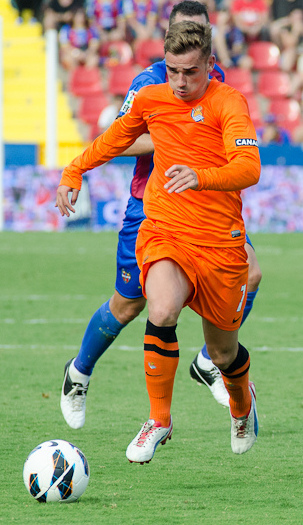
2012年

レアル・ソシエダのカンテラ入団後は長らく言語の壁に苦しんだものの、カンテラのカテゴリーを順調に駆け上がり、2009-10シーズンにBチーム昇格が決定した。当初2009-10シーズンのプレシーズンではBチームに帯同する予定だったが、トップチームで負傷者が続出していたため、急遽トップチームでプレシーズンを戦うこととなった。飛び入りでトップチームに参加したが、すぐにレギュラーの座を掴んでプレシーズン通算5ゴール（チーム内1位）を挙げる活躍を見せた。プレシーズン終了後、マルティン・ラサルテ監督により背番号27番を付けてのトップチーム昇格が発表され、プロ1シーズン目は19歳ながらセグンダ・ディビシオンの舞台で39試合6得点という成績を記録した。また、この活躍からセグンダの年間最優秀選手賞にノミネートされた。
ラ・リーガ（スペインの1部相当）へ昇格して臨んだ2010-11シーズンからはチームの中心選手として攻撃を牽引し、レアル・ソシエダでのラストシーズンとなった2013-14シーズンには、UEFAチャンピオンズリーグの舞台でもプレー。公式戦50試合で20得点を挙げ、かねてより移籍希望先として発言していたアトレティコ・マドリードからの関心が報じられると、2013-14シーズン終了後にレアル・ソシエダを退団することを発表した。

### アトレティコ・マドリード

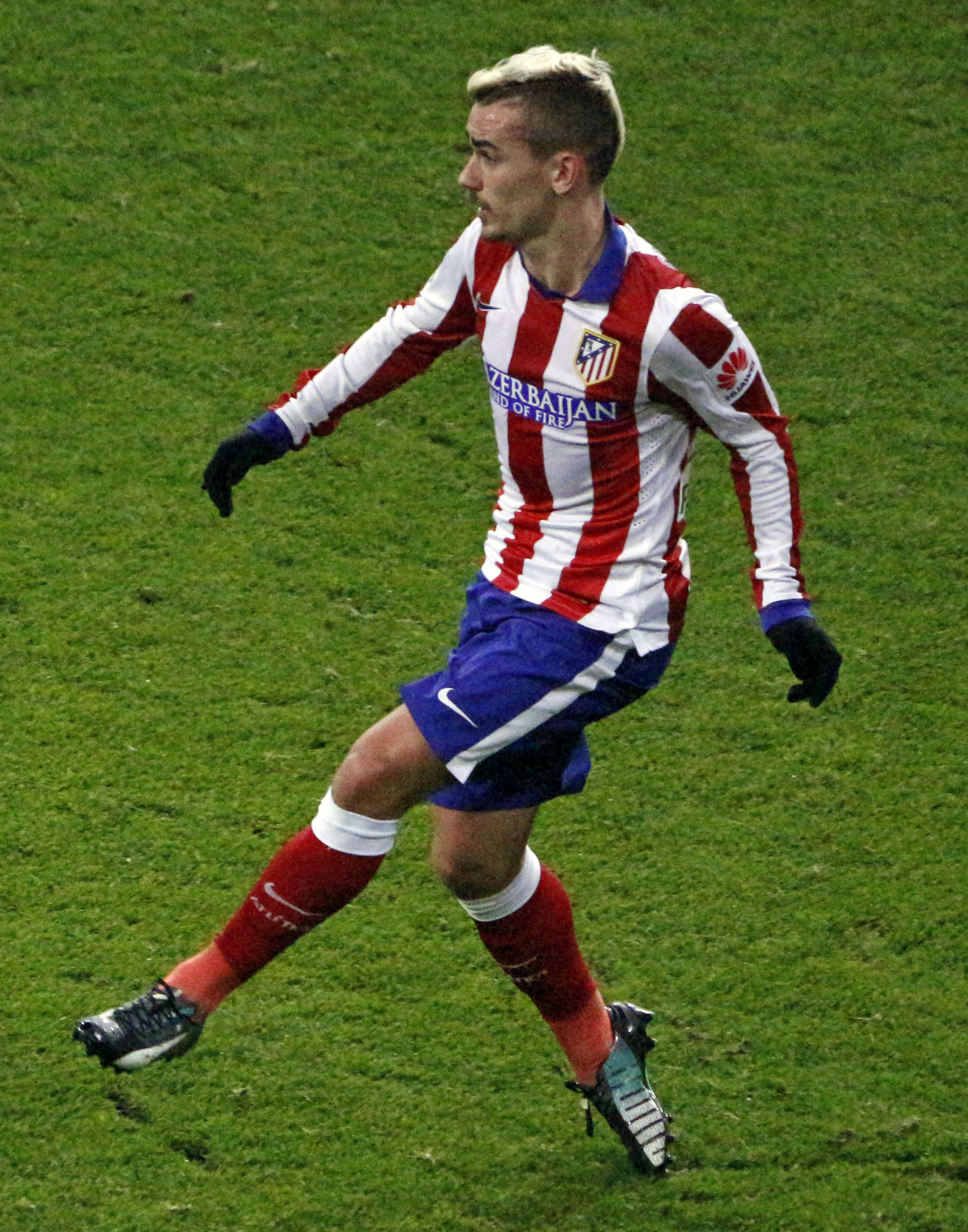
2015年

プレミアリーグのアーセナルやトッテナム・ホットスパーなどからオファーがあったものの、2014年7月28日、アトレティコ・マドリードへの移籍合意が発表。翌29日に正式に移籍が発表された。契約期間は6年。アトレティコではディエゴ・シメオネの下で2トップの一角としてプレーする。1年目の前半戦は苦労したが、アトレティコ式の守備を覚えた後半戦は好調を維持し、22ゴールと結果を残した。

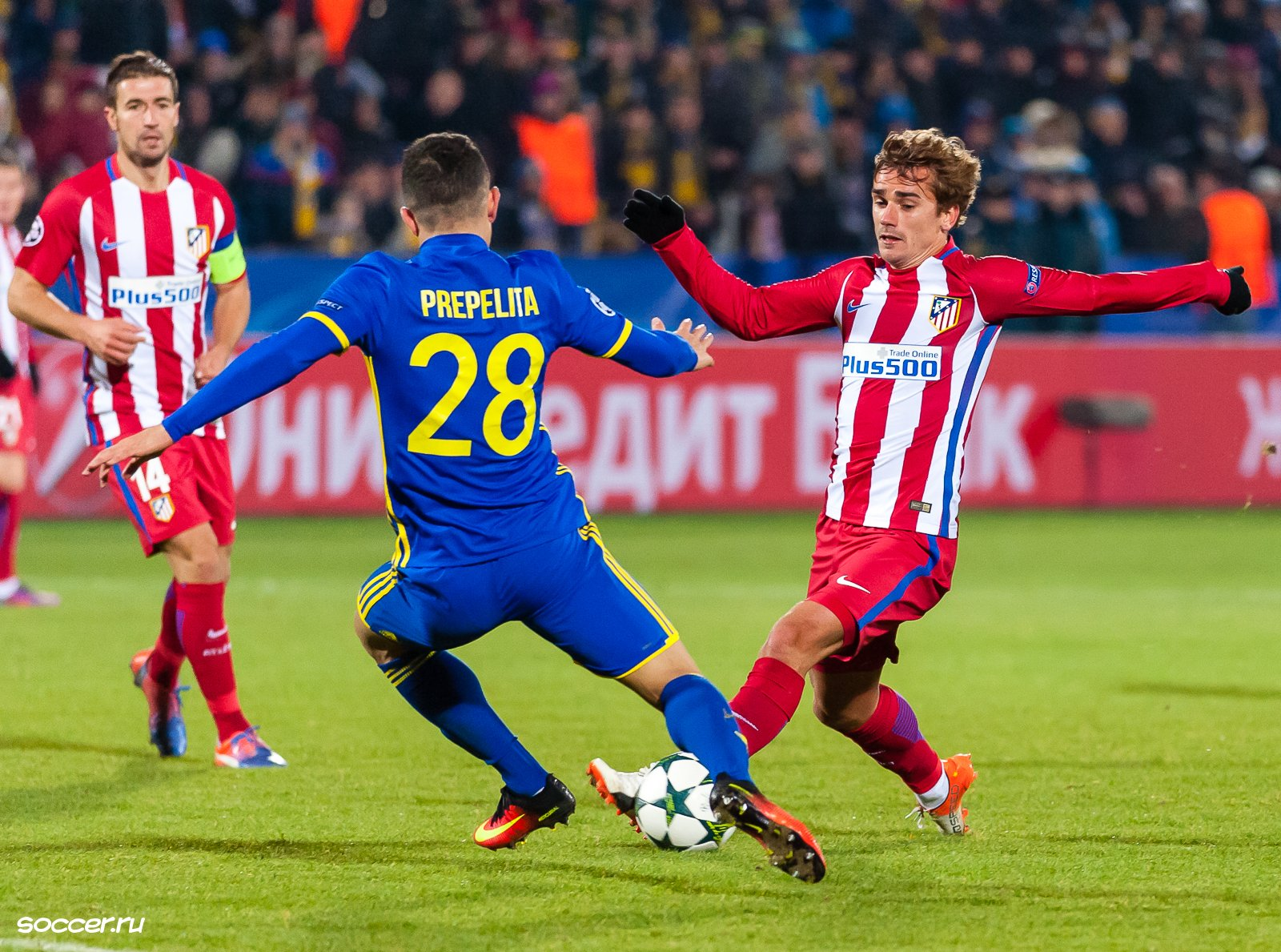
2016年

2年目の2015-16シーズンにはチャンピオンズリーグでバルセロナ、バイエルン・ミュンヘン相手にゴールを上げ、チームをファイナルへ進出させる原動力となった。2016年6月21日、アトレティコと2021年6月30日まで契約を延長することを発表した。
2017-18シーズンのヨーロッパリーグ決勝では母国のオリンピック・マルセイユ相手に2ゴールを決め、アトレティコの優勝に貢献した。さらに、後半終了間際にはシーズン終了後アトレティコを離れることが決まっていたフェルナンド・トーレスへの交代をベンチに要求し、トーレスは優勝の瞬間ピッチに立つことができた。
2019年5月14日、2018-19シーズン限りでの退団を発表した。「多くの愛情をくれたファンに伝えたかった。僕はここから離れ、自分の実力を試すために新しいチャレンジをすることを決めた。このクラブで最初のトロフィーを獲得することができ、とてもかけがえのない5年間だった。君たちに対しては感謝しかない。」と、クラブ公式SNSで感謝の意を述べた。しかし、最終節では「出てけ」という痛烈なチャントを浴びせられた。

### バルセロナ
2019年7月12日、FCバルセロナが1億2000万ユーロの契約解除金を支払い、同選手が5年契約を結ぶことを発表した。アトレティコは、契約解除金が1億2000万ユーロに下がる7月1日以前、3月中に契約合意をしていたとして、契約解除金2億ユーロを要求する声明を出し、連盟に苦情を申し立てた。9月、連盟はバルセロナが獲得に際して不正を行ったとして、バルセロナに300ユーロの罰金を科した。 これは提案された罰則の中で最も低いものだった。アトレティコ側は、バルサとグリーズマンの間で行われた不正な交渉を裏付ける電子メールを証拠として保有しており、この件がFIFAや裁判所に持ち込まれ、バルセロナにとって深刻な問題になりかねない状況だったため、バルセロナはアトレティコと和解し、事態の収束を図った。2019年10月には、バルセロナがサウールやホセ・マリア・ヒメネス、さらにセルヒオ・カメージョを含めた下部組織の選手3人に対する優先交渉権として、すでに支払った1億2000万ユーロに加えて、さらに1500万ユーロをアトレティコに支払うことが明らかになった。両クラブは、この追加の支払いがグリーズマンの件や証拠となる電子メールとは無関係で、あくまで将来に向けた選手獲得のためのものであると主張した。
バルセロナは8億ユーロの契約解除条項を設定した。背番号は17番を選択した。9月25日、レアル・ベティス戦で自身移籍後公式戦初得点を含む2得点1アシストの活躍でチームを5-2の勝利へと導いた。2月25日のSSCナポリ戦では1得点をあげる。これはチームにおいてCL決勝トーナメントでメッシ以外に得点した2015年以降初のアウェイゴールとなった。しかし全体としてチームにフィットしきれず、ベンチを温めることもあり、計15得点に留まった。

### アトレティコ・マドリード復帰
2021年8月31日、アトレティコ・マドリードへ期限付き移籍することが発表された。アトレティコ・マドリードが年俸を請負い、買取義務オプションが付帯する。ジョアン・フェリックスが7番を着けていたこともあり、背番号は8となった。9月28日、UEFAチャンピオンズリーグ第2節のACミラン戦で復帰後初得点を決めた。シーズン序盤は、ライバルクラブへの移籍によりサポーターよりブーイングや罵声を受けることもあったが、ピッチで攻守に奔走し、徐々にサポーターの信頼を回復させ、交代時には拍手で迎えられることが増えた。この2021-22シーズンは、リーグ戦3得点、公式戦通算8得点と得点は積み重ねられなかったが、シメオネ監督に献身的な守備やパス能力を買われて公式戦36試合に出場した。
2022-23シーズンは、高額な買取義務オプションの影響もあり開幕から出番が限られていたが、バルセロナ側が値下げに応じる形で10月10日に約2000万ユーロで完全移籍が成立した。なお契約期間は2026年6月30日までとなる。移籍成立後はチームの中心選手として復調し、3月には自身7度目となるリーグの月間MVPに選出された。最終的に2022-23シーズンはリーグ戦のみで15得点15アシストを記録するなど、チームの攻撃を牽引し、シーズン終了後にはクラブの年間最優秀選手賞に輝いた。
2023-24シーズンより、背番号がバルセロナ移籍前に着けていた7番へ変更された。同シーズンの1月10日、サウジアラビアで行われたスーペルコパ・デ・エスパーニャのマドリードダービーにて、37分にミドルシュートから得点を挙げた。試合には3-5で敗れたが、この得点によって、それまでルイス・アラゴネスが保持していたクラブ歴代最多得点記録である173得点を塗り替え、グリーズマンがクラブ史上最多得点記録保持者となった。記録更新後最初のホームゲームかつレアル・マドリードとの再戦となった1月18日のコパ・デル・レイでは、試合開始前に記念セレモニーが開催された。また、リーガ第37節のヘタフェCF戦では、キャリア2度目となるハットトリックを記録し、3-0の快勝に大きく貢献した。この2023-24シーズンもチームの攻撃の要として公式戦48試合24得点という成績を残し、チームを支えた。

## 代表経歴

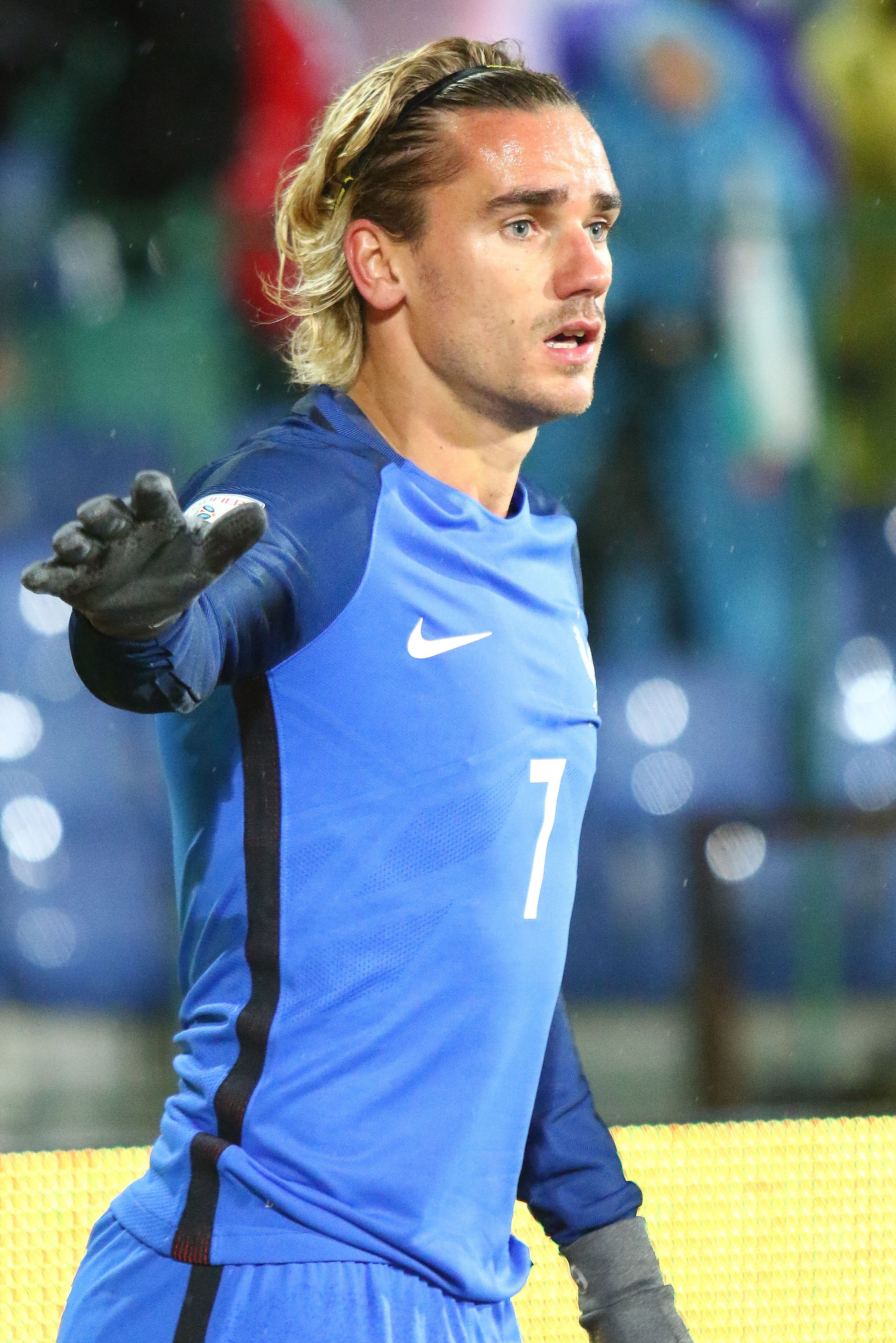
2017年

フランス代表として各年代の代表でプレーし、2010年に開催されたUEFA U-19欧州選手権においては、U-19フランス代表の一員としてピッチに立ち、チームの優勝に貢献した。また、この時のメンバーにはアレクサンドル・ラカゼットらがいた。
2012年11月、U-21代表の招集中にヤン・エムヴィラ、ウィサム・ベン・イェデル、クリス・マヴィンガ、エムベイェ・ニアンらと共に夜遊びをし、2013年12月31日まで世代別代表を含む代表戦への出場停止処分を受けた。
出場停止解除後の2014年3月5日、オランダとの親善試合でA代表初出場を果たした。同年6月1日のパラグアイとの親善試合で代表初得点を記録。2014 FIFAワールドカップ本大会では、得点こそなかったが大会直前に離脱したフランク・リベリーの穴を埋める活躍をみせた。
地元開催となったUEFA EURO 2016本大会では、グループステージ第2戦のアルバニア戦で途中出場ながら、試合終了間際に均衡を破るヘディング弾を決めた。ラウンド16のアイルランド戦では同点、逆転となる2得点を挙げ勝利に貢献した。準々決勝のアイスランド戦では、チームの4得点目にしてUEFA EURO 2016本大会通算100得点目を決めた。準決勝のドイツ戦でも2得点を挙げ、1984年大会のミシェル・プラティニの9得点に次ぐ、史上2位となる大会通算6得点を記録。決勝のポルトガル戦では得点を奪えずフランスも準優勝に終わったが、ゴールデンブーツ（得点王） に加え、最優秀選手賞を審査員の全会一致で受賞した。
2018 FIFAワールドカップでは、初戦のオーストラリア戦、決勝トーナメント1回戦のアルゼンチン戦でペナルティーキックで得点を記録。準々決勝ウルグアイ戦では自身のシュートが相手キーパーフェルナンド・ムスレラのミスを誘いゴールを奪った。決勝のクロアチア戦では、18分に自ら蹴ったフリーキックから相手チームのマリオ・マンジュキッチのオウンゴールを誘発し先制点をもたらすと、38分にはペナルティーキックでゴールを挙げ、更にポグバの決勝点をアシストして4-2の勝利に貢献。大会通算4得点でブロンズボール賞、シルバーブーツ賞を受賞。フランスの優勝に貢献した。
2021年、ユーロ2020ではグループリーグ第2戦のハンガリー戦で1-1の同点とするゴールを挙げた。チームはベスト16でPK戦の末に敗退、大会終了後、ムバッペと以前から不仲であったことが報じられた。
2022年、ワールドカップカタール大会では、中盤のカンテ、ポグバが欠場したことからFWではなく中盤に下がってプレー、グループリーグ第2戦のデンマーク戦でキリアン・エムバペの決勝点をお膳立てした。準々決勝のイングランド戦で前半にチュアメニの得点をアシストすると、後半には正確なクロスでジルーの決勝点をアシスト、準決勝進出に貢献した。大会合計ではメッシらと並び最多タイとなる計3アシストを記録した。
2024年3月、負傷により親善試合2試合を戦うフランス代表より外れた。これにより、2017年8月のオランダ代表戦以降のフランス代表の全国際Aマッチ連続出場という記録が「84」で途切れることとなった。

## 人物

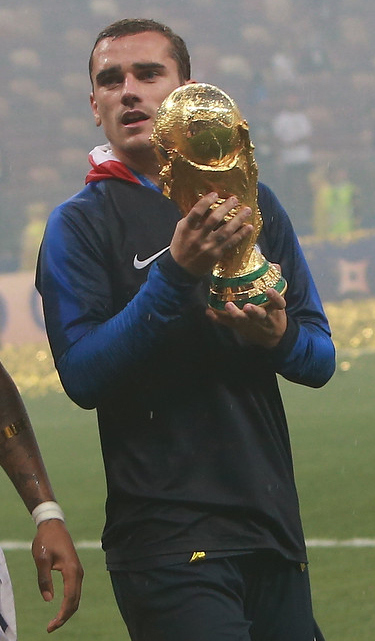
2018 FIFAワールドカップ

### 私生活
レアル・ソシエダ在籍時の2011年にバスク人のエリカ・チョペレナ (Erika Choperena)と交際をスタートさせ、2017年6月15日に挙式して二人は結婚した。二人の間には3人の子供 (3女)がいるが、長女ミア、次女アマロ、三女アルバはいずれも4月8日生まれと3人全員が同じ日に生まれている。実の妹であるモー・グリーズマン (Maud Griezmann)は、自身の代理人として兄アントワーヌを支えている。また、モーは2015年11月に発生したパリ同時多発テロ事件の被害者でもあるが、負傷はしていない。2019年12月、父アランと共同出資という形で地元マコンに競走馬用の厩舎を建て、競走馬の支援をスタートさせた。同時に馬主としてチョペ (Txope)と名付けられた牝馬を所有し始め、同馬は2022年のドイツ1000ギニーで優勝を果たしている。グリーズマンはアメリカン・スポーツを好んでいることも知られている。MLBやNFL、NBAの観戦や各リーグのトレーディングカードを収集する趣味も持つ。応援しているチームはNFLのカンザスシティ・チーフスとMLBのシアトル・マリナーズ、好きな選手は同じくNFLのジャスティン・フィールズとMLBのフリオ・ロドリゲス。

### エピソード
憧れの選手はオリンピック・リヨンで2年連続リーグ・アン得点王を獲得したブラジル代表ソニー・アンデルソン。デビッド・ベッカムの大ファンでもあり、グリーズマンの代名詞でもある長袖のユニフォームと背番号7番は、ベッカムから影響を受けたものである。また、幼い頃からオリンピック・マルセイユのファンであることを公言している。
ゴール後に行う独特なダンスセレブレーションはカナダのミュージシャンドレイクの楽曲「Hotline Bling」のミュージック・ビデオからの引用である。ゲーム『フォートナイト』も好んでプレイしており、インタビュー動画にてゲーム内に登場するダンス「エモート」を踊ったり、2018年頃からは試合でもゴールパフォーマンスとして「負け犬が!」のエモートを踊っている。
サッカーゲームはFIFAシリーズとPES（ウイニングイレブン）の両方をプレイしており、Instagramのストーリー等でプレイする姿を投稿している。また、コナミと契約しているFCバルセロナ移籍後はスペインのPESコミュニティでの大会に参加するなどの活動を行った。

### 人種差別疑惑問題
2021年7月3日、グリーズマンおよび当時チームメイトだったウスマン・デンベレが、日本人に対する人種差別を行ったと見られる動画が流出した。動画は2019年夏の日本ツアー中のもので、デンベレがホテルの日本人従業員に対して「醜い顔だ」「何て言葉だ」「君たちは後進国なのか」とからかい、グリーズマンは笑顔で頷いていた。この動画を受け、楽天やKONAMIなど日本企業がスポンサー契約の解除や謝罪を要求するなど、騒動に発展した。動画流出から5日後にあたる7月8日、当時の所属チームだったFCバルセロナは謝罪声明を発表した。
また、グリーズマンは自身のTwitterで「僕は常にあらゆる差別に反対してきた。この数日、僕を本来とは違う姿に見せようとしている人たちがいる。僕は、僕に対する非難に断固として反論する」と反差別の姿勢を強調。続けて、「日本の友人たちを怒らせたのなら申し訳ない」と謝罪した。

## 個人成績
2023年6月7日現在
| クラブ                   | シーズン     | リーグ戦     | リーグ戦 | リーグ戦 | コパ・デル・レイ | コパ・デル・レイ | 国際カップ戦 | 国際カップ戦 | その他 | その他 | 合計 | 合計 |
| クラブ                   | シーズン     | ディビジョン | 出場     | 得点     | 出場             | 得点             | 出場         | 得点         | 出場   | 得点   | 出場 | 得点 |
| ------------------------ | ------------ | ------------ | -------- | -------- | ---------------- | ---------------- | ------------ | ------------ | ------ | ------ | ---- | ---- |
| レアル・ソシエダ         | 2009–10      | セグンダ     | 39       | 6        | 0                | 0                | -            | -            | -      | -      | 39   | 6    |
| レアル・ソシエダ         | 2010–11      | プリメーラ   | 37       | 7        | 2                | 0                | -            | -            | -      | -      | 39   | 7    |
| レアル・ソシエダ         | 2011–12      | プリメーラ   | 35       | 7        | 3                | 1                | -            | -            | -      | -      | 38   | 8    |
| レアル・ソシエダ         | 2012–13      | プリメーラ   | 34       | 10       | 1                | 1                | -            | -            | -      | -      | 35   | 11   |
| レアル・ソシエダ         | 2013–14      | プリメーラ   | 35       | 16       | 7                | 3                | 8            | 1            | -      | -      | 50   | 20   |
| レアル・ソシエダ         | 通算         | 通算         | 180      | 46       | 13               | 5                | 8            | 1            | 0      | 0      | 201  | 52   |
| アトレティコ・マドリード | 2014–15      | プリメーラ   | 37       | 22       | 5                | 1                | 9            | 2            | 2      | 0      | 53   | 25   |
| アトレティコ・マドリード | 2015–16      | プリメーラ   | 38       | 22       | 3                | 3                | 13           | 7            | -      | -      | 54   | 32   |
| アトレティコ・マドリード | 2016–17      | プリメーラ   | 36       | 16       | 5                | 4                | 12           | 6            | -      | -      | 53   | 26   |
| アトレティコ・マドリード | 2017–18      | プリメーラ   | 32       | 19       | 3                | 2                | 14           | 8            | -      | -      | 49   | 29   |
| アトレティコ・マドリード | 2018-19      | プリメーラ   | 36       | 15       | 2                | 2                | 8            | 4            | 1      | 0      | 47   | 21   |
| アトレティコ・マドリード | 通算         | 通算         | 180      | 94       | 18               | 12               | 56           | 27           | 3      | 0      | 257  | 133  |
| バルセロナ               | 2019-20      | プリメーラ   | 35       | 9        | 3                | 3                | 9            | 2            | 1      | 1      | 48   | 15   |
| バルセロナ               | 2020-21      | プリメーラ   | 36       | 13       | 6                | 3                | 7            | 2            | 2      | 2      | 51   | 20   |
| バルセロナ               | 2021-22      | プリメーラ   | 3        | 0        | 0                | 0                | 0            | 0            | 0      | 0      | 3    | 0    |
| バルセロナ               | 通算         | 通算         | 74       | 22       | 9                | 6                | 16           | 4            | 3      | 3      | 99   | 35   |
| アトレティコ・マドリード | 2021-22      | プリメーラ   | 26       | 3        | 1                | 1                | 9            | 4            | 0      | 0      | 36   | 8    |
| アトレティコ・マドリード | 2022-23      | プリメーラ   | 38       | 15       | 4                | 0                | 6            | 1            | -      | -      | 48   | 16   |
| アトレティコ・マドリード | 2023-24      | プリメーラ   | 33       | 16       | 4                | 1                | 10           | 6            | 1      | 1      | 48   | 24   |
| アトレティコ・マドリード | クラブ通算   | クラブ通算   | 97       | 34       | 9                | 2                | 25           | 11           | 1      | 1      | 132  | 48   |
| キャリア通算             | キャリア通算 | キャリア通算 | 531      | 196      | 50               | 25               | 105          | 45           | 7      | 4      | 693  | 268  |

## 代表歴

### 出場大会
- U-19フランス代表
  - 2010年 - UEFA U-19欧州選手権（優勝）
- U-20フランス代表
  - 2011年 - FIFA U-20ワールドカップ（ベスト4）
- フランス代表
  - 2014年 - 2014 FIFAワールドカップ（ベスト8）
  - 2016年 - UEFA EURO 2016（準優勝）
  - 2018年 - 2018 FIFAワールドカップ（優勝）
  - 2018年 - UEFAネーションズリーグ2018-19
  - 2020年 - UEFAネーションズリーグ2020-21
  - 2021年 - UEFA EURO 2020（ベスト16）
  - 2022年 - UEFAネーションズリーグ2022-23
  - 2022年 - 2022 FIFAワールドカップ（準優勝）
  - 2024年 - UEFA EURO 2024 (ベスト4)

### 出場数
2023年11月21日現在
- 国際Aマッチ 127試合 44得点（2014年-）[76][77]

| フランス代表 | 国際Aマッチ | 国際Aマッチ |
| 年           | 出場        | 得点        |
| ------------ | ----------- | ----------- |
| 2014         | 14          | 5           |
| 2015         | 10          | 1           |
| 2016         | 15          | 8           |
| 2017         | 10          | 5           |
| 2018         | 18          | 7           |
| 2019         | 11          | 4           |
| 2020         | 8           | 3           |
| 2021         | 16          | 9           |
| 2022         | 15          | 0           |
| 2023         | 10          | 2           |
| 2024         |             |             |
| 通算         | 127         | 44          |

### 得点
| #   | 日付           | 場所                                                 | 対戦相手                 | スコア | 結果  | 試合概要               |
| --- | -------------- | ---------------------------------------------------- | ------------------------ | ------ | ----- | ---------------------- |
| 1.  | 2014年6月1日   | ニース、アリアンツ・リヴィエラ                       | パラグアイ               | 1-0    | 1-1   | 親善試合               |
| 2.  | 2014年6月8日   | ヴィルヌーヴ＝ダスク、スタッド・ピエール＝モーロワ   | ジャマイカ               | 7-0    | 8-0   | 親善試合               |
| 3.  | 2014年6月8日   | ヴィルヌーヴ＝ダスク、スタッド・ピエール＝モーロワ   | ジャマイカ               | 8-0    | 8-0   | 親善試合               |
| 4.  | 2014年10月14日 | エレバン、ハンラペタカン・スタジアム                 | アルメニア               | 3-0    | 3-0   | 親善試合               |
| 5.  | 2014年11月14日 | レンヌ、ロアゾン・パルク                             | アルバニア               | 1-1    | 1-1   | 親善試合               |
| 6.  | 2015年10月8日  | ニース、アリアンツ・リヴィエラ                       | アルメニア               | 1-0    | 4-0   | 親善試合               |
| 7.  | 2016年3月25日  | アムステルダム、アムステルダム・アレナ               | オランダ                 | 1-0    | 3-2   | 親善試合               |
| 8.  | 2016年6月15日  | マルセイユ、スタッド・ヴェロドローム                 | アルバニア               | 1-0    | 2-0   | UEFA EURO 2016         |
| 9.  | 2016年6月26日  | デシーヌ＝シャルピュー、パルク・オリンピック・リヨン | アイルランド             | 1-1    | 2-1   | UEFA EURO 2016         |
| 10. | 2016年6月26日  | デシーヌ＝シャルピュー、パルク・オリンピック・リヨン | アイルランド             | 2-1    | 2-1   | UEFA EURO 2016         |
| 11. | 2016年7月3日   | サン＝ドニ、スタッド・ド・フランス                   | アイスランド             | 4-0    | 5-2   | UEFA EURO 2016         |
| 12. | 2016年7月7日   | マルセイユ、スタッド・ヴェロドローム                 | ドイツ                   | 1-0    | 2-0   | UEFA EURO 2016         |
| 13. | 2016年7月7日   | マルセイユ、スタッド・ヴェロドローム                 | ドイツ                   | 2-0    | 2-0   | UEFA EURO 2016         |
| 14. | 2016年10月7日  | サン＝ドニ、スタッド・ド・フランス                   | ブルガリア               | 3-0    | 4 -1  | ロシアW杯・欧州予選    |
| 15. | 2017年3月25日  | ルクセンブルク市、スタッド・ヨジー・バーテル         | ルクセンブルク           | 2-1    | 3-1   | ロシアW杯・欧州予選    |
| 16. | 2017年6月2日   | レンヌ、ロアゾン・パルク                             | パラグアイ               | 5-0    | 5-0   | 親善試合               |
| 17. | 2017年8月31日  | サン＝ドニ、スタッド・ド・フランス                   | オランダ                 | 1-0    | 4-0   | ロシアW杯・欧州予選    |
| 18. | 2017年10月10日 | サン＝ドニ、スタッド・ド・フランス                   | ベラルーシ               | 1-0    | 2-1   | ロシアW杯・欧州予選    |
| 19. | 2017年11月10日 | サン＝ドニ、スタッド・ド・フランス                   | ウェールズ               | 1-0    | 2-0   | 親善試合               |
| 20. | 2018年6月1日   | ニース、アリアンツ・リヴィエラ                       | イタリア                 | 2-1    | 3-1   | 親善試合               |
| 21. | 2018年6月16日  | カザン、カザン・アリーナ                             | オーストラリア           | 1-0    | 2-1   | ロシアW杯              |
| 22  | 2018年6月30日  | カザン、カザン・アリーナ                             | アルゼンチン             | 1-0    | 4-3   | ロシアW杯              |
| 23. | 2018年7月6日   | ニジニ・ノヴゴロド、ニジニ・ノヴゴロド・スタジアム   | ウルグアイ               | 2-0    | 2-0   | ロシアW杯              |
| 24. | 2018年7月15日  | モスクワ、ルジニキ・スタジアム                       | クロアチア               | 2-1    | 4-2   | ロシアW杯・決勝        |
| 25. | 2018年10月16日 | サン＝ドニ、スタッド・ド・フランス                   | ドイツ                   | 1-1    | 2 – 1 | UEFAネーションズリーグ |
| 26. | 2018年10月16日 | サン＝ドニ、スタッド・ド・フランス                   | ドイツ                   | 2-1    | 2 – 1 | UEFAネーションズリーグ |
| 27. | 2019年3月22日  | キシナウ、スタディオヌル・ジンブル                   | モルドバ                 | 1-0    | 4-1   | UEFA EURO 2020予選     |
| 28. | 2019年3月26日  | サン＝ドニ、スタッド・ド・フランス                   | アイスランド             | 4-0    | 4-0   | UEFA EURO 2020予選     |
| 29. | 2019年6月2日   | ナント、スタッド・ドゥ・ラ・ボージョワール           | アイスランド             | 2-0    | 2-0   | 親善試合               |
| 30. | 2019年11月17日 | ティラナ、アレーナ・コムバターレ                     | アルバニア               | 2–0    | 2–0   | UEFA EURO 2020予選     |
| 31. | 2020年9月8日   | サン＝ドニ、スタッド・ド・フランス                   | クロアチア               | 1–1    | 4–2   | UEFAネーションズリーグ |
| 32. | 2020年10月7日  | サン＝ドニ、スタッド・ド・フランス                   | ウクライナ               | 7–1    | 7–1   | 親善試合               |
| 33. | 2020年10月14日 | ザグレブ、スタディオン・マクシミール                 | クロアチア               | 1–0    | 2–1   | UEFAネーションズリーグ |
| 34. | 2021年3月24日  | サン＝ドニ、スタッド・ド・フランス                   | ウクライナ               | 1–0    | 1–1   | カタールW杯・欧州予選  |
| 35. | 2021年3月31日  | サラエボ、スタディオン・グルバヴィカ                 | ボスニア・ヘルツェゴビナ | 1–0    | 1–0   | カタールW杯・欧州予選  |
| 36. | 2021年6月2日   | ニース、アリアンツ・リヴィエラ                       | ウェールズ               | 2–0    | 3–0   | 親善試合               |
| 37. | 2021年6月8日   | サン＝ドニ、スタッド・ド・フランス                   | ブルガリア               | 1–0    | 3–0   | 親善試合               |
| 38. | 2021年6月19日  | ブダペスト、プシュカーシュ・アレーナ                 | ハンガリー               | 1–1    | 1–1   | UEFA EURO 2020         |
| 39. | 2021年9月2日   | ストラスブール、スタッド・ドゥ・ラ・メノ             | ボスニア・ヘルツェゴビナ | 1–0    | 1–1   | カタールW杯・欧州予選  |
| 40. | 2021年9月8日   | デシーヌ＝シャルピュー、パルク・オリンピック・リヨン | フィンランド             | 1–0    | 2–0   | カタールW杯・欧州予選  |
| 41. | 2021年9月8日   | デシーヌ＝シャルピュー、パルク・オリンピック・リヨン | フィンランド             | 2-0    | 2–0   | カタールW杯・欧州予選  |
| 42. | 2021年11月14日 | パリ、パルク・デ・プランス                           | カザフスタン             | 7-0    | 8-0   | カタールW杯・欧州予選  |
| 43. | 2023年3月24日  | サン＝ドニ、スタッド・ドゥ・フランス                 | オランダ                 | 1-0    | 4-0   | UEFA EURO 2024予選     |
| 44. | 2023年9月12日  | ドルトムント、ジグナル・イドゥナ・パルク             | ドイツ                   | 1-2    | 1-2   | 親善試合               |

## タイトル

### クラブ
レアル・ソシエダ
- セグンダ・ディビシオン：2009-10

アトレティコ・マドリード
- スーペルコパ・デ・エスパーニャ：2014
- UEFAヨーロッパリーグ：2017-18
- UEFAスーパーカップ：2018

FCバルセロナ
- コパ・デル・レイ：2020-21

### 代表
U-19フランス代表
- UEFA U-19欧州選手権：2010

フランス代表
- FIFAワールドカップ：2018
- UEFAネーションズリーグ：2020-21

### 個人
- UEFA EURO 2016・最優秀選手賞 : 2016
- UEFA EURO 2016・ゴールデンブーツ : 2016
- UEFA EURO 2016・ベストイレブン : 2016
- リーガ・エスパニョーラ・最優秀選手 : 2015-16
- ラ・リーガ月間最優秀選手賞 : 8回 (2015年1月, 2015年4月, 2016年9月, 2017年3月, 2018年2月, 2018年12月, 2023年3月, 2023年11月)
- UEFAチーム・オブ・ザ・イヤー : 2016
- 2018 FIFAワールドカップ・ブロンズボール : 2018
- 2018 FIFAワールドカップ・シルバーブーツ : 2018